# Richard T. Hanna

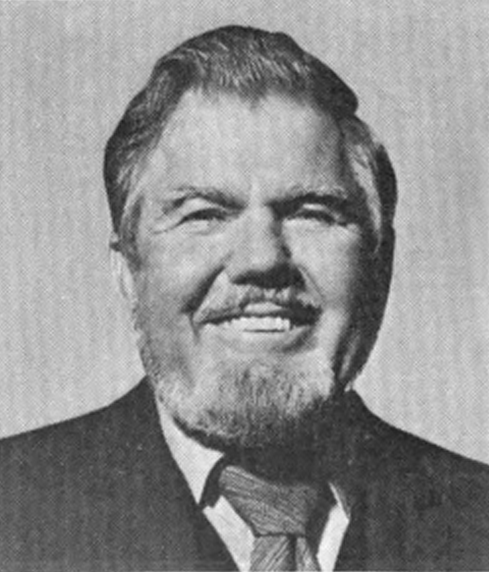
Richard T. Hanna (1969)

Richard Thomas Hanna (* 9. Juni 1914 in Kemmerer, Wyoming; † 9. Juni 2001 in Tryon, North Carolina) war ein US-amerikanischer Politiker. Zwischen 1963 und 1974 vertrat er den Bundesstaat Kalifornien im US-Repräsentantenhaus.

## Werdegang
Richard Hanna besuchte das Pasadena Junior College in Kalifornien. Nach einem anschließenden Jurastudium an der University of California in Los Angeles und seiner Zulassung als Rechtsanwalt begann er in diesem Beruf zu arbeiten. Während des Zweiten Weltkrieges diente er zwischen 1942 und 1945 im Fliegerkorps der US Navy. Nach dem Krieg begann er als Mitglied der Demokratischen Partei eine politische Laufbahn. Zwischen 1956 und 1962 saß er als Abgeordneter in der California State Assembly. Im Juli 1960 war er Delegierter zur Democratic National Convention in Los Angeles, auf der John F. Kennedy als Präsidentschaftskandidat nominiert wurde.
Bei den Kongresswahlen des Jahres 1962 wurde Hanna im damals neu eingerichteten 34. Wahlbezirk von Kalifornien in das US-Repräsentantenhaus in Washington, D.C. gewählt, wo er am 3. Januar 1963 sein neues Mandat antrat. Nach fünf Wiederwahlen konnte er bis zu seinem Rücktritt am 31. Dezember 1974 im Kongress verbleiben. In diese Zeit fielen unter anderem der Vietnamkrieg, die Watergate-Affäre und die Endphase der Bürgerrechtsbewegung.
In den 1970er Jahren wurde Richard Hanna in den Koreagate-Bestechungsskandal verwickelt. Er erhielt von einem koreanischen Geschäftsmann eine Zahlung von 200.000 Dollar. Nach seinem Geständnis wurde er zu einer Gefängnisstrafe verurteilt, von der er ein Jahr absitzen musste. Dieser Vorgang beendete seine politische Laufbahn. Er starb am 9. Juni 2001, seinem 87. Geburtstag, in Tryon.